# Mommenheim (Rheinhessen)

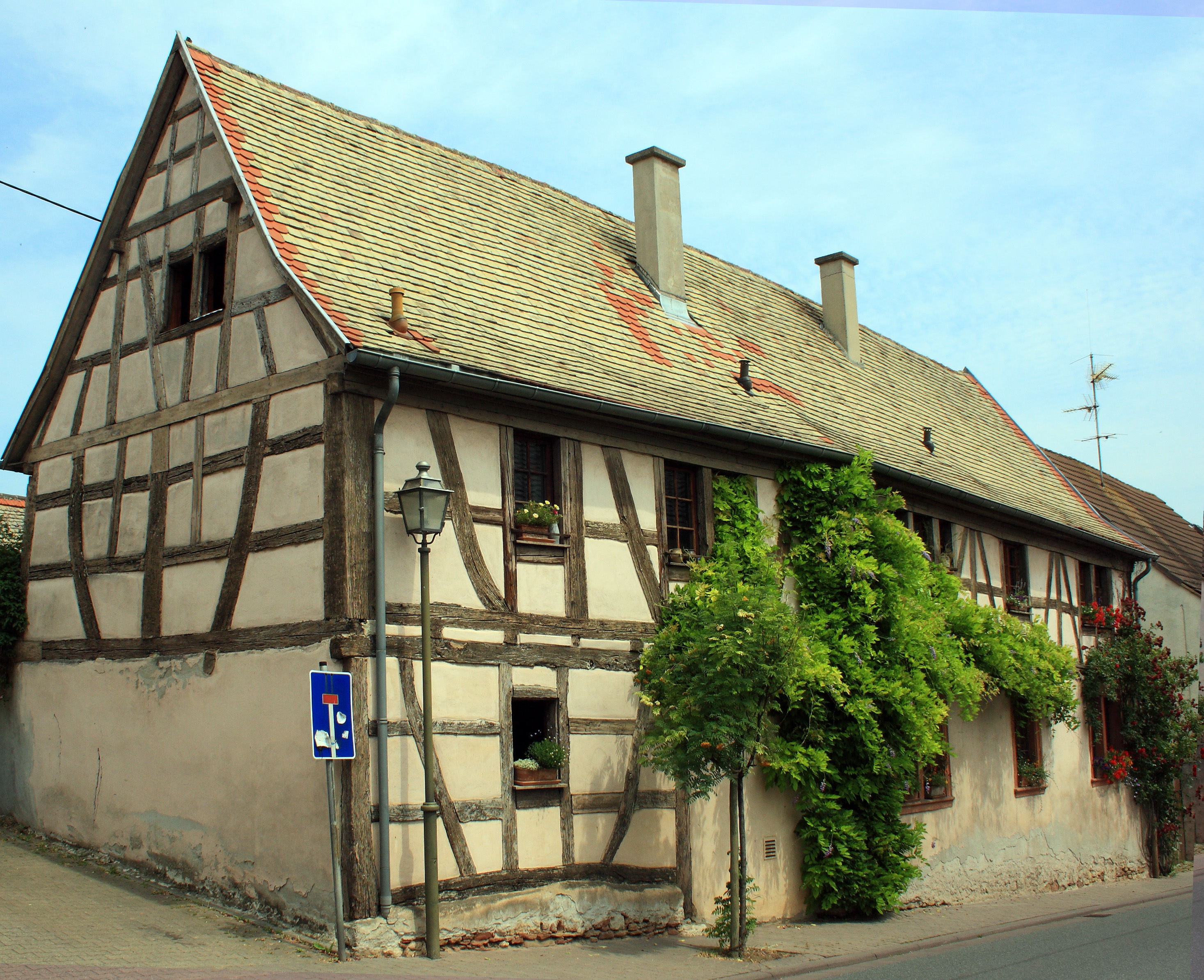
Barocker Parallelhof, 18. Jahrhundert

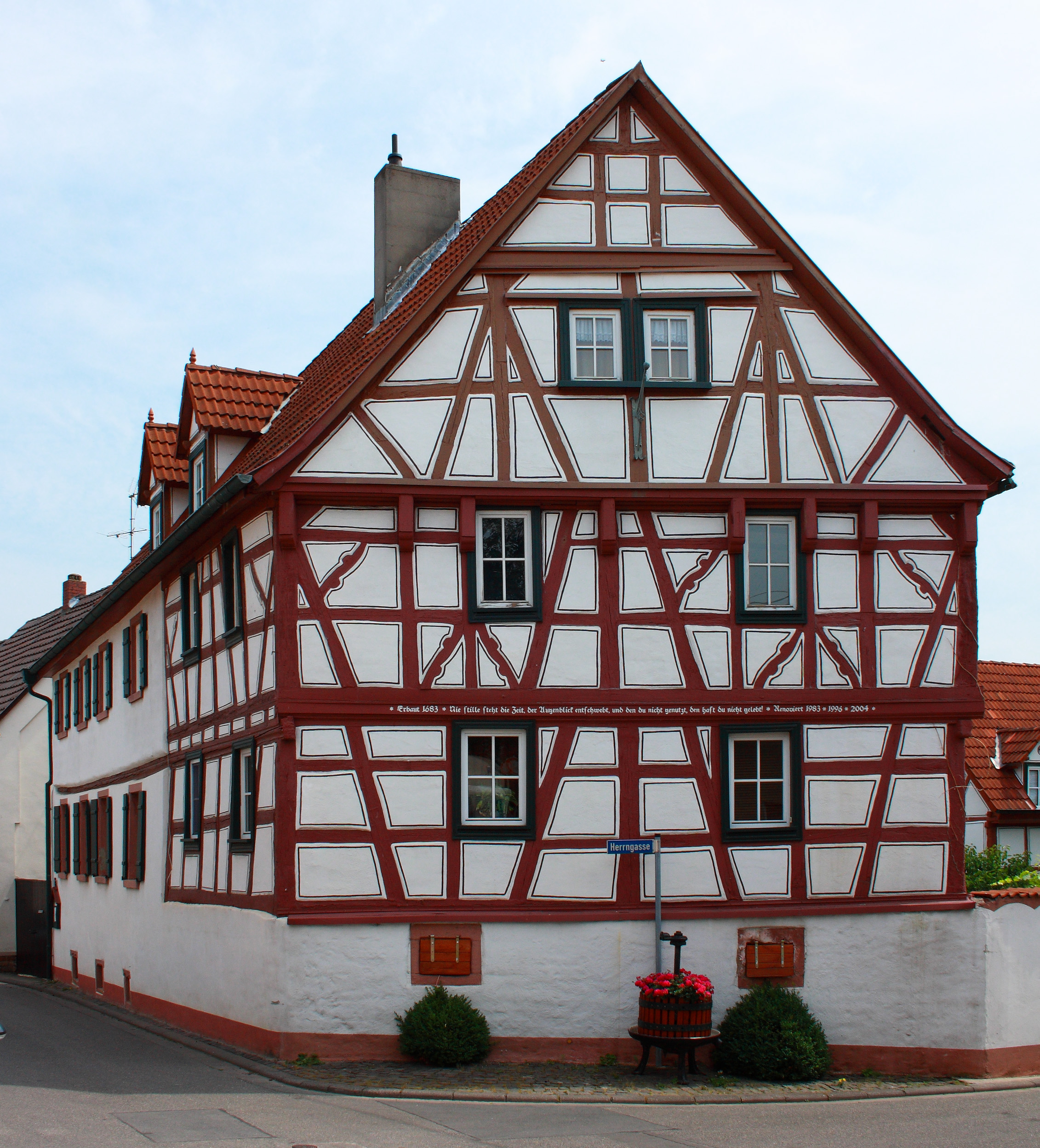
Barockes Fachwerkhaus, erbaut 1683

Mommenheim ist eine Ortsgemeinde im Landkreis Mainz-Bingen in Rheinland-Pfalz. Sie gehört der Verbandsgemeinde Rhein-Selz an, die ihren Verwaltungssitz in der Stadt Oppenheim hat.

## Geographische Lage
Der Weinort liegt in Rheinhessen, an der Landesstraße 425, 13 Kilometer Luftlinie südlich der Mainzer Altstadt. Der Rhein fließt ca. drei Kilometer östlich von Mommenheim. Im Norden der Gemeinde befindet sich der auch als Zornheimer Graben bekannte Kinsbach, der bei Mommenheim in den die Gemeinde umfließenden Flügelsbach mündet.
|          | Harxheim                                    |             |
| Zornheim | Kompassrose, die auf Nachbargemeinden zeigt | Lörzweiler  |
|          | Selzen                                      | Schwabsburg |

## Geschichte
Mommenheim erscheint urkundlich zum ersten Mal im Jahr 766 und öfters während des 8. Jahrhunderts in Schenkungen an das Kloster Lorsch. Das in der Literatur auftauchende Jahr 764 ist nicht korrekt, ebenso eine Schenkungsurkunde von 765. Dort werden der hl. Nazarius und Abt Gundeland von Lorsch erwähnt. Beide befanden sich jedoch in diesem Jahr noch nicht in Lorsch.
Im 13. Jahrhundert war Mommenheim verpflichtet, sich an der Unterhaltung der Mauern der Stadt Mainz zu beteiligen, durfte dafür im Kriegsfall den Schutz der Stadt suchen. Das lange Zeit faktisch freie Dorf kam zunächst zwischen 1681 und 1697 und schließlich Ende des 18. Jahrhunderts unter französische Herrschaft.
Nach Ende der napoleonischen Herrschaft in Europa wurde Mommenheim 1816 Teil des Großherzogtums Hessen, dem es bis 1946 angehörte. In diese Zeit fiel auch die Industrialisierung, die mit der Einrichtung einer Telefonanbindung 1890 und dem Anschluss an das Eisenbahnnetz 1896 auch Mommenheim berührte. Seit 1946 gehört die Gemeinde zum damals neugebildeten Land Rheinland-Pfalz.

### Ortsname
Nach Karl Johann Brilmayer gab es bereits für 764 einen Namen für das im Wormsgau gelegene Mommenheim: Momenheim (764). Weitere Namen waren im Lauf der folgenden Jahrhunderte Mumenheim (765), Mominheim (766), Mumonheimo (771), Muomomheim (812), Monunnheim (867), Muminheim (1091) Mummenheim (1145), Momenheim (1485) und Mommernheim (1519).

## Politik

### Gemeinderat
Der Gemeinderat in Mommenheim besteht aus 20 Ratsmitgliedern, die bei der Kommunalwahl am 9. Juni 2024 in einer personalisierten Verhältniswahl gewählt wurden, und dem ehrenamtlichen Ortsbürgermeister als Vorsitzendem.
Die Sitzverteilung im Gemeinderat:
| Wahl | SPD | CDU | FWG | Gesamt   |
| ---- | --- | --- | --- | -------- |
| 2024 | 7   | 13  | –   | 20 Sitze |
| 2019 | 8   | 12  | –   | 20 Sitze |
| 2014 | 6   | 11  | 3   | 20 Sitze |
| 2009 | 4   | 9   | 7   | 20 Sitze |

- FWG = Freie Wählergruppe Mommenheim

### Bürgermeister
Ortsbürgermeister von Mommenheim ist seit 2009 Hans-Peter Broock (CDU). Zuletzt bei der Direktwahl am 26. Mai 2019 wurde er mit einem Stimmenanteil von 74,07 % in seinem Amt bestätigt. Für die Direktwahl am 9. Juni 2024 wurde kein Wahlvorschlag eingereicht. Die Neuwahl eines Bürgermeisters erfolgt daher gemäß rheinland-pfälzischer Gemeindeordnung durch den Rat der Gemeinde. Auf seiner konstituierenden Sitzung am 29. August 2024 konnte allerdings kein Kandidat vorgeschlagen werden. Der bisherige Ortsbürgermeister Hans-Peter Broock erklärte daraufhin, die Amtsgeschäfte  kommissarisch bei Unterstützung durch die Beigeordneten für maximal ein halbes Jahr als Gesamtverantwortlicher fortführen zu wollen.

### Gemeindepartnerschaften
Partnergemeinde ist die französische Gemeinde Neuilly-lès-Dijon.

### Wappen
| Wappen von Mommenheim | Blasonierung: „Rechts auf rotem Feld eine Wolfsangel und links auf blauem Feld das alte Mainzer Rad.“ |
| Wappen von Mommenheim | Wappenbegründung: Mommenheim führte bereits ab dem 17. Jahrhundert eine Wolfsangel im Siegel. Die Gemeinde erhielt am 28. Juni 1972 durch das Innenministerium Rheinland-Pfalz die Berechtigung, das „Mainzer Rad“ hinzuzufügen. |

Mittlerweile gibt es über das Hohenfelser Rad im Mommenheimer Ortswappen Erkenntnisse, welche der bisher vermuteten Verbindung zum Mainzer Rad entgegenstehen. Die These, dass das Bolander Rad und in der Folge auch das Hohenfelser Rad von dem Mainzer Rad abzuleiten sind, hat sich seit Mitte des 19. Jahrhunderts etabliert. Neuerdings ist jedoch belegbar, dass das Bolander Rad älter ist als das Mainzer Rad, denn das achtspeichige Bolander Rad kann erstmals 1214 nachgewiesen werden (LASP, F7/37.2, Gatterer-Apparat), das Mainzer Rad dagegen erstmals 1238 unter dem Erzbischof Siegfried III. von Eppstein, als Doppelrad auf einer Münzprägung. Im Amtssiegel des Mainzer Bischofs erscheint das Rad zu dieser Zeit noch nicht! Das Hohenfelser Rad, das in das Ortswappen von Mommenheim integriert wurde, hat also seinen eigenen bolandischen Ursprung und kann nach derzeitigen Erkenntnissen nicht vom Mainzer Rad abgeleitet werden.

## Regelmäßige Veranstaltungen
Am dritten Wochenende im September wird in Mommenheim regelmäßig die Kerb gefeiert, organisiert vom Kerbeverein. Zwei Wochen vorher gibt es immer auf der Festwiese das Sommersonnenwendfeuer des MKV (Karnevalverein).
In jedem Schaltjahr veranstaltet der MKV einen Silvesterball.
Der Verein Lautslochtrappers e. V. veranstaltet seit 1980 jährlich am 2. Wochenende im August ein 2-tägiges Open Air.
Die Freiwillige Feuerwehr Mommenheim veranstaltet jährlich am Wochenende nach Ostern das beliebte Frühlingsfeuer.
Das Feuerwehrfest findet ebenfalls jedes Jahr kurz nach den Sommerferien statt.
Die Theatergruppe des GV Liederkranz 1914/50 bietet seit 1988 jährlich im März/April ein Theaterstück dar.
Die lokale SPD organisiert seit 1991 einen Weihnachtsmarkt auf dem Dorfplatz.
Der Männergesangverein MGV 1862 Mommenheim e. V. gibt jährlich zur Adventszeit ein Weihnachtskonzert in der Katholischen Kirche.

## Verkehr

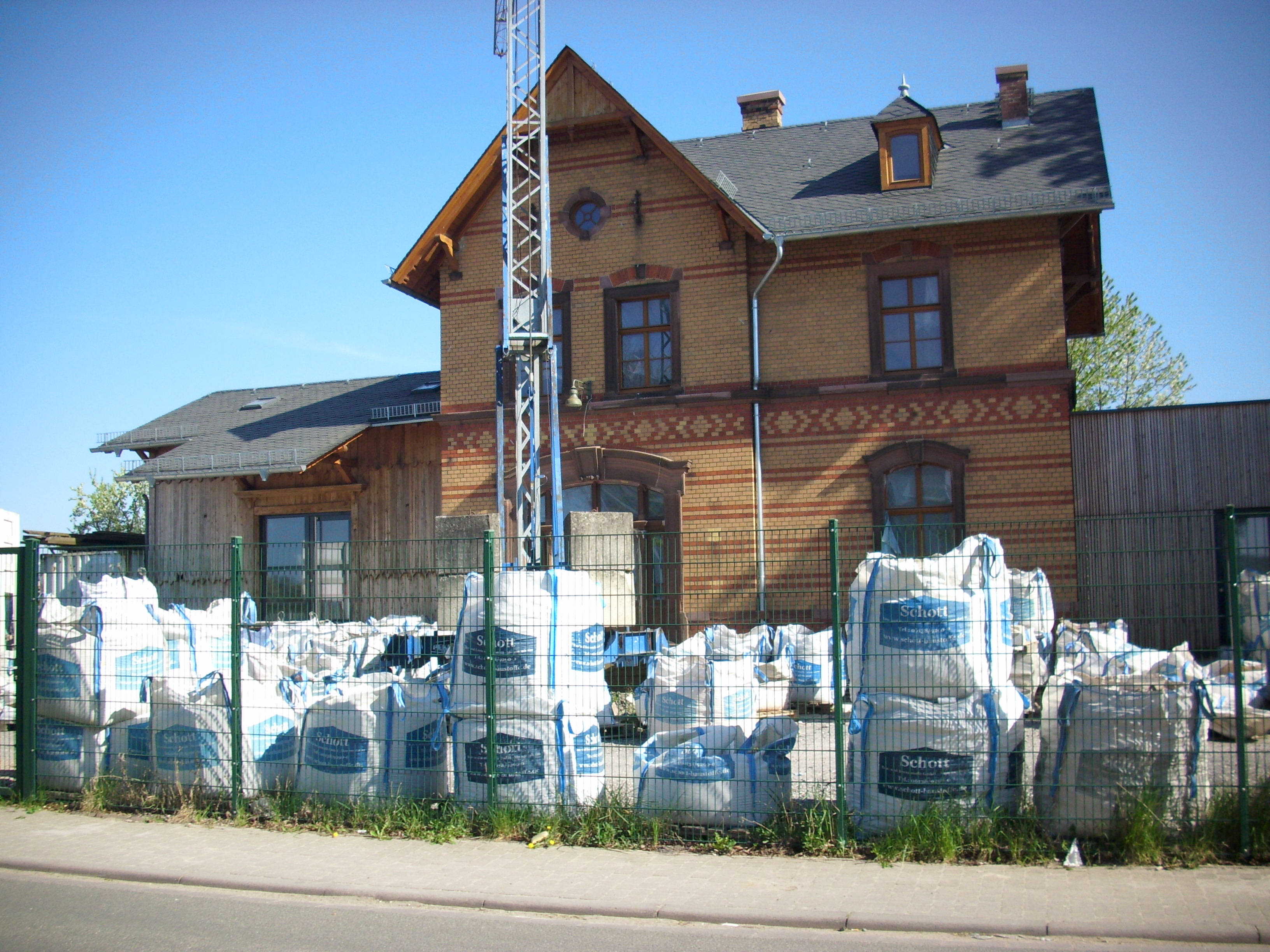
Stillgelegter Bahnhof Mommenheim

Durch den Ort führt die zwischen 1820 und 1830 angelegte Gaustraße von Mainz nach Worms, diese wird seit Anfang der 2000er Jahre als Ortsumgehung Landesstraße 425 westlich geschnitten. Zur Bundesstraße 420 sind es in südlicher Richtung 6 km. Die Bundesautobahn 63 ist mit dem Auto in ca. 10 Minuten zu erreichen.
Die Kreisstraße 38 durchquert Mommenheim in Richtung Schwabsburg, die Kreisstraße 34 in Richtung Lörzweiler und Zornheim.
Mommenheim liegt im Gebiet des Rhein-Nahe-Nahverkehrsverbundes. Die nächsten Bahnhöfe sind jeweils etwa 7 km von Mommenheim entfernt: Nackenheim und Nierstein an der Bahnstrecke Mainz–Ludwigshafen sowie Nieder Olm an der Bahnstrecke Mainz–Alzey. Die Regio-Linie 660 des Kommunalverkehr Rhein-Nahe bietet wochentags viermal die Stunde (Samstag zweimal die Stunde, Sonn- und Feiertagen stündlich) Verbindungen nach Mainz Hbf stündlich (am Wochenende alle zwei Stunden) zum Bahnhof Alzey und an Wochentagen zweimal stündlich (an Wochenenden stündlich) nach Undenheim. Sie bietet damit einen Ersatz für die 1985 stillgelegte Bahnstrecke Bodenheim–Alzey und deren Bahnhof. Außerdem bedient die Linie 640 an Wochentagen eine halbstündliche Anbindung nach Nieder-Olm und Ingelheim (Samstag stündlich, Sonn- und Feiertage zweistündlich) sowie stündlich bis nach Oppenheim (Sonn- und Feiertage zweistündlich nach Nierstein)

## Persönlichkeiten
- Jakob Schlenger (1831–1917), Abgeordneter der 2. Kammer der Landstände des Großherzogtums Hessen
- Uwe Haselsteiner (* 1961), deutscher Sänger, Songwriter, Keyboarder und Produzent, in Mommenheim geboren
- Nina Klinkel (* 1983), Politikerin (SPD), 2009–2015 Fraktionsvorsitzende im Mommenheimer Gemeinderat und seit 2016 Mitglied des Rheinland-Pfälzischen Landtags.